# جف بل (بازیگر)
جف بل (به انگلیسی: Geoff Bell) (زاده ۲۴ فوریهٔ ۱۹۶۳) بازیگر انگلیسی است.
از فیلم‌های معروف او می‌توان به بازی در فیلم های اسب جنگی، کینگزمن: سرویس مخفی، هدف وحشی، مایک باست: مدیر تیم ملی انگلستان و مردی با قلب آهنین اشاره کرد.